# Błenna A
Błenna A – wieś w Polsce położona w województwie kujawsko-pomorskim, w powiecie włocławskim, w gminie Izbica Kujawska.
W latach 1975–1998 miejscowość administracyjnie należała do województwa włocławskiego.
W czasie II wojny światowej miejscowość nosiła nazwę Blindau.